# Руис, Брайан
Бра́йан Хафе́т Руи́с Гонса́лес (исп. Bryan Jafet Ruiz González, испанское произношение: [ˈbɾajan ˈrwis]; род. 18 августа 1985[…], Сан-Хосе) — коста-риканский футболист и тренер. Играл на позиции нападающего. Занимает второе место по сыгранным матчам за сборную Коста-Рики и четвёртое — по забитым мячам.

## Биография

### Клубная карьера
Профессиональную карьеру начал в 18 лет, играя в высшем дивизионе в Коста-Рики за клуб «Алахуэленсе». Вскоре он создал большое трио с двумя лучшими бомбардирами команды последних десятилетий, Роландо Фонсека и Фройлан Ледесма. В 2004 году Руис в составе «Алахуэленсе» стал победителем Кубка чемпионов КОНКАКАФ, а в 2005 году — чемпионом Коста-Рики.
В 2006—2009 годах футболист выступал за бельгийский «Гент».
В 2009 году Брайан перешёл в «Твенте», в составе которого дважды становился обладателем Суперкубка Нидерландов, а в 2011 году стал вице-чемпионом Нидерландов и обладателем Кубка Нидерландов.
31 августа 2011 года костариканец за около £10,6 млн перешёл в английский «Фулхэм» и подписал с «дачниками» контракт на четыре года. «Ньюкасл Юнайтед» предлагал «Твенте» £12 млн, но не смог согласовать личные условия с игроком. В январе 2014 года Руис был арендован нидерландским клубом ПСВ.
В июле 2015 года стал игроком клуба «Спортинг» (Лиссабон), заключив трёхлетний контракт.
11 июля 2018 года на правах свободного агента перешёл в «Сантос» и подписал контракт на два с половиной года. Он сыграл 12 матчей до конца чемпионата Бразилии. В январе 2019 года Руис попросил клуб расторгнуть контрактные обязательства, но вскоре изменил своё решение. Однако коста-риканский полузащитник не вписывался в планы Хорхе Сампаоли, поэтому Руис не был заявлен ни на один из турниров «Сантоса» в сезоне. Игрок не успел заключить контракт ни с одним из клубов, которые им заинтересовались, поэтому остался в системе «Сантоса». До середины 2019 года он продолжит тренироваться с «Сантосом», а затем сможет перейти в другую команду.

### Карьера в сборной
За сборную Коста-Рики Руис дебютировал 19 июня 2005 года в товарищеском матче со сборной Китая.
В 2014 году участвовал в чемпионате мира в Бразилии.
Принимал участие в Золотом кубке КОНКАКАФ 2015.
В 2016 году участвовал в Кубке Америки в США.
На Золотом кубке КОНКАКАФ 2017 дошёл со сборной до полуфинала.
В 2018 году участвовал в чемпионате мира в России.
Был включён в состав сборной Коста-Рики на Золотой кубок КОНКАКАФ 2019. В четвертьфинале против сборной Мексики забил гол на 52-й минуте матча, а в итоге его сборная уступила в серии послематчевых пенальти и покинула турнир.

## Достижения

### Командные
«Алахуэленсе»
- Чемпион Коста-Рики: 2004/05
- Обладатель Кубка чемпионов КОНКАКАФ: 2004
- Обладатель Клубного кубка UNCAF: 2005

«Гент»
- Финалист Кубка Бельгии: 2007/08

«Твенте»
- Чемпион Нидерландов: 2009/10
- Обладатель Кубка Нидерландов: 2010/11
- Обладатель Суперкубка Нидерландов (2): 2010, 2011

«Спортинг»
- Обладатель Суперкубка Португалии: 2015

### Личные
- Игрок года футбольного клуба «Гент»: 2009
- Игрок года футбольного клуба «Твенте»: 2010
- Лучший гол месяца в Премьер-лиге Англии: Октябрь 2011

## Статистика в сборной
| №  | Дата             | Место проведения | Соперник          | Счёт | Голы | Турнир                      |
| 1  | 19 июня 2005     | Чанша            | Китай             | 2:2  | -    | Товарищеский матч           |
| 2  | 22 июня 2005     | Гуанчжоу         | Китай             | 0:2  | -    | Товарищеский матч           |
| 3  | 7 июля 2005      | Сиэтл            | Канада            | 1:0  | -    | Золотой кубок КОНКАКАФ 2005 |
| 4  | 9 июля 2005      | Сиэтл            | Куба              | 3:1  | -    | Золотой кубок КОНКАКАФ 2005 |
| 5  | 12 июля 2005     | Фоксборо         | США               | 0:0  | -    | Золотой кубок КОНКАКАФ 2005 |
| 6  | 16 июля 2005     | Фоксборо         | Гондурас          | 2:3  | 1    | Золотой кубок КОНКАКАФ 2005 |
| 7  | 9 ноября 2005    | Фор-де-Франс     | Франция           | 2:3  | -    | Товарищеский матч           |
| 8  | 2 сентября 2006  | Женева           | Австрия           | 2:2  | -    | Товарищеский матч           |
| 9  | 6 сентября 2006  | Женева           | Швейцария         | 0:2  | -    | Товарищеский матч           |
| 10 | 24 марта 2007    | Сан-Хосе         | Новая Зеландия    | 4:0  | 1    | Товарищеский матч           |
| 11 | 28 марта 2007    | Талька           | Чили              | 1:1  | -    | Товарищеский матч           |
| 12 | 2 июня 2007      | Сан-Хосе         | Чили              | 2:0  | 1    | Товарищеский матч           |
| 13 | 9 сентября 2007  | Ист-Хартфорд     | Гондурас          | 0:0  | -    | Товарищеский матч           |
| 14 | 12 сентября 2007 | Торонто          | Канада            | 1:1  | -    | Товарищеский матч           |
| 15 | 13 октября 2007  | Сан-Сальвадор    | Сальвадор         | 2:2  | -    | Товарищеский матч           |
| 16 | 6 февраля 2008   | Кингстон         | Ямайка            | 1:1  | -    | Товарищеский матч           |
| 17 | 14 июня 2008     | Сент-Джорджес    | Гренада           | 2:2  | -    | Отборочный матч к ЧМ 2010   |
| 18 | 21 июня 2008     | Сан-Хосе         | Гренада           | 3:0  | 1    | Отборочный матч к ЧМ 2010   |
| 19 | 20 августа 2008  | Сан-Хосе         | Сальвадор         | 1:0  | -    | Отборочный матч к ЧМ 2010   |
| 20 | 6 сентября 2008  | Сан-Хосе         | Суринам           | 7:0  | 1    | Отборочный матч к ЧМ 2010   |
| 21 | 10 сентября 2008 | Порт-о-Пренс     | Гаити             | 3:1  | 2    | Отборочный матч к ЧМ 2010   |
| 22 | 11 октября 2008  | Парамарибо       | Суринам           | 4:1  | -    | Отборочный матч к ЧМ 2010   |
| 23 | 15 октября 2008  | Сан-Хосе         | Гаити             | 2:0  | -    | Отборочный матч к ЧМ 2010   |
| 24 | 28 марта 2009    | Мехико           | Мексика           | 0:2  | -    | Отборочный матч к ЧМ 2010   |
| 25 | 1 апреля 2009    | Сан-Хосе         | Сальвадор         | 1:0  | -    | Отборочный матч к ЧМ 2010   |
| 26 | 3 июня 2009      | Сан-Хосе         | США               | 3:1  | -    | Отборочный матч к ЧМ 2010   |
| 27 | 6 июня 2009      | Скарборо         | Тринидад и Тобаго | 3:2  | -    | Отборочный матч к ЧМ 2010   |
| 28 | 5 сентября 2009  | Сан-Хосе         | Мексика           | 0:3  | -    | Отборочный матч к ЧМ 2010   |
| 29 | 9 сентября 2009  | Сан-Сальвадор    | Сальвадор         | 0:1  | -    | Отборочный матч к ЧМ 2010   |
| 30 | 10 октября 2009  | Сан-Хосе         | Тринидад и Тобаго | 4:0  | -    | Отборочный матч к ЧМ 2010   |
| 31 | 14 октября 2009  | Вашингтон        | США               | 2:2  | 2    | Отборочный матч к ЧМ 2010   |
| 32 | 14 ноября 2009   | Сан-Хосе         | Уругвай           | 0:1  | -    | Отборочный матч к ЧМ 2010   |
| 33 | 18 ноября 2009   | Монтевидео       | Уругвай           | 1:1  | -    | Отборочный матч к ЧМ 2010   |
| 34 | 26 мая 2010      | Ланс             | Франция           | 1:2  | -    | Товарищеский матч           |
| 35 | 1 июня 2010      | Сьон             | Швейцария         | 1:0  | -    | Товарищеский матч           |
| 36 | 11 августа 2010  | Асунсьон         | Парагвай          | 0:2  | -    | Товарищеский матч           |
| 37 | 3 сентября 2010  | Панама           | Панама            | 2:2  | -    | Товарищеский матч           |
| 38 | 5 сентября 2010  | Кингстон         | Ямайка            | 0:1  | -    | Товарищеский матч           |
| 39 | 17 ноября 2010   | Форт-Лодердейл   | Ямайка            | 0:0  | -    | Товарищеский матч           |
| 40 | 29 марта 2011    | Сан-Хосе         | Аргентина         | 0:0  | -    | Товарищеский матч           |
| 41 | 9 июня 2011      | Шарлотт          | Сальвадор         | 1:1  | -    | Золотой кубок КОНКАКАФ 2011 |
| 42 | 12 июня 2011     | Чикаго           | Мексика           | 1:4  | -    | Золотой кубок КОНКАКАФ 2011 |
| 43 | 18 июня 2011     | Ист-Резерфорд    | Гондурас          | 1:1  | -    | Золотой кубок КОНКАКАФ 2011 |
| 44 | 10 августа 2011  | Сан-Хосе         | Эквадор           | 0:2  | -    | Товарищеский матч           |
| 45 | 11 ноября 2011   | Панама           | Панама            | 0:2  | -    | Товарищеский матч           |
| 46 | 15 ноября 2011   | Сан-Хосе         | Испания           | 2:2  | -    | Товарищеский матч           |

Итого: 46 матчей / 9 голов; 16 побед, 15 ничьих, 15 поражения.
| Год   | Матчи Золотого кубка | Матчи Золотого кубка | Отборочные матчи ЧМ | Отборочные матчи ЧМ | Товарищеские матчи | Товарищеские матчи | Итого | Итого |
| Год   | Игры                 | Голы                 | Игры                | Голы                | Игры               | Голы               | Игры  | Голы  |
| ----- | -------------------- | -------------------- | ------------------- | ------------------- | ------------------ | ------------------ | ----- | ----- |
| 2005  | 4                    | 1                    | 0                   | 0                   | 3                  | 0                  | 7     | 1     |
| 2006  | 0                    | 0                    | 0                   | 0                   | 2                  | 0                  | 2     | 0     |
| 2007  | 0                    | 0                    | 0                   | 0                   | 6                  | 2                  | 6     | 2     |
| 2008  | 0                    | 0                    | 7                   | 4                   | 1                  | 0                  | 8     | 4     |
| 2009  | 0                    | 0                    | 10                  | 2                   | 0                  | 0                  | 10    | 2     |
| 2010  | 0                    | 0                    | 0                   | 0                   | 6                  | 0                  | 6     | 0     |
| 2011  | 3                    | 0                    | 0                   | 0                   | 4                  | 0                  | 7     | 0     |
| Итого | 7                    | 1                    | 17                  | 6                   | 22                 | 2                  | 46    | 9     |